# Vallisnera
Vallisnera (Vésnera nel dialetto locale e Vàsnera in dialetto reggiano) è una piccola frazione del comune di Ventasso, in provincia di Reggio Emilia, situata lungo la strada che conduce al passo di Pratizzano e all'Alta Val d'Enza. La frazione è formata dalle località di Vallisnera di Sopra (chiamata anche Smavilla)  e di Vallisnera di Sotto (chiamata anche Immavilla), caratterizzato da costruzioni addossate l'una all'altra. Sul monte Ventasso che domina i due abitati si ergeva la sede del castello ormai scomparso. La piccola chiesa di San Pietro, totalmente rimaneggiata, conserva un portale del 1689. 
Nel 1927 l'avvocato Ferdinando Laghi ha rinvenuto nell'archivio della Madonna della Ghiara a Reggio Emilia un manoscritto di 43 pagine, lo Statuto di Vallisnera, copia di un documento in volgare risalente al 1207: un patto tra i conti di Vallisnera e i rappresentanti della popolazione a loro soggetta, che regolava la vita delle comunità, dal divieto del gioco d'azzardo alla gestione degli animali selvatici e del bestiame. Lo si può considerare il più antico statuto d'Europa ad oggi conosciuto, addirittura anticipando di circa una decina d'anni la più nota Magna Charta Libertatum. I Vallisneri godevano del titolo di conti su un vastissimo territorio, e sono i signori che hanno dominato più a lungo in Emilia-Romagna fino all'avvento di Napoleone Bonaparte.. Dopo l'incendio del Castello di Vallisnera e il successivo crollo la famiglia ha abitato a Vallisnera di Sotto, infatti è tuttora presente la casa dei Conti ("Ca' di Cont" in dialetto locale).

Panoramica con al centro Vallisnera